# Tefé flygplats
Tefé Airport (portugisiska: Aeroporto Regional de Tefé, franska: Aéroport de Tefé) är en flygplats i Brasilien. Den ligger i kommunen Tefé och delstaten Amazonas, i den nordvästra delen av landet, 2 300 km nordväst om huvudstaden Brasília. Tefé Airport ligger 56 meter över havet.
Terrängen runt Tefé Airport är platt. Närmaste större samhälle är Tefé, 1,7 km norr om Tefé Airport.
I omgivningarna runt Tefé Airport växer i huvudsak städsegrön lövskog. Runt Tefé Airport är det mycket glesbefolkat, med 2 invånare per kvadratkilometer.